# كم بو غيونغ
كيم بو كيونغ (بالإنجليزية: Kim Bo-Kyung) (مواليد 6 أكتوبر 1989 في كوريا الجنوبية) لاعب كرة قدم كوري جنوبي يلعب حاليا في نادي أويتا ترينيتا الياباني معارا من ناديه الأصلي سيريزو أوساكا الياباني .

## روابط خارجية
- كم بو غيونغ على موقع الاتحاد الدولي (مؤرشف)  (الإنجليزية)
- كم بو غيونغ على موقع رابطة كرة القدم اليابانية للمحترفين (اليابانية)
- كم بو غيونغ على موقع دوري كوريا الجنوبية (الإنجليزية)
- كم بو غيونغ على موقع قاعدة بيانات كرة القدم.إي يو (الإنجليزية)
- كم بو غيونغ على موقع ناشيونال فوتبول تيمز (الإنجليزية)
- كم بو غيونغ على موقع Soccerbase.com (لاعب) (الإنجليزية)
- كم بو غيونغ على موقع Soccerway.com (الإنجليزية)
- كم بو غيونغ على موقع عالم كرة القدم.نت (الإنجليزية)
- كم بو غيونغ على موقع أوليمبيديا (الإنجليزية)
- كم بو غيونغ على موقع AS.com (الإسبانية)